# Afronoserius angolensis
Afronoserius angolensis är en skalbaggsart som först beskrevs av Pierre Lepesme och Stefan von Breuning 1955.  Afronoserius angolensis ingår i släktet Afronoserius och familjen långhorningar.
Artens utbredningsområde är:
- Angola.
- Zimbabwe.

Inga underarter finns listade i Catalogue of Life.